# Episodi di Cabinet of Curiosities
La prima stagione della serie televisiva Cabinet of Curiosities è stata pubblicata da Netflix a partire dal 25 ottobre 2022.
| nº | Titolo originale          | Titolo italiano             | Prima TV USA    | Prima TV Italia |
| -- | ------------------------- | --------------------------- | --------------- | --------------- |
| 1  | Lot 36                    | Lotto 36                    | 25 ottobre 2022 | 25 ottobre 2022 |
| 2  | Graveyard Rats            | I ratti del cimitero        | 25 ottobre 2022 | 25 ottobre 2022 |
| 3  | The Autopsy               | L'autopsia                  | 26 ottobre 2022 | 26 ottobre 2022 |
| 4  | The Outside               | L'apparenza                 | 26 ottobre 2022 | 26 ottobre 2022 |
| 5  | Pickman's Model           | Il modello di Pickman       | 27 ottobre 2022 | 27 ottobre 2022 |
| 6  | Dreams in the Witch House | I sogni nella casa stregata | 27 ottobre 2022 | 27 ottobre 2022 |
| 7  | The Viewing               | La visita                   | 28 ottobre 2022 | 28 ottobre 2022 |
| 8  | The Murmuring             | Il brusio                   | 28 ottobre 2022 | 28 ottobre 2022 |

## Lotto 36
- Titolo originale: Lot 36
- Diretto da: Guillermo Navarro
- Scritto da: Regina Corrado e Guillermo del Toro

### Trama
Il reduce Nick, razzista e di idee politiche di destra, ha l'abitudine di comprare depositi abbandonati dai proprietari. Un giorno rifiuta all'immigrata messicana Amelia di recuperare alcuni oggetti di famiglia dal proprio deposito, erroneamente vendutogli, lasciandole crudelmente soltanto un vecchio lucchetto. Nel contempo Nick ha acquistato un deposito appartenuto ad un uomo anziano morto da poco. Nella disperata necessità di recuperare denaro da restituire alla malavita che lo ricatta, perquisisce il deposito in cui finisce per trovare un vecchio tavolino austriaco usato per sedute spiritiche e, al suo interno, tre volumi dedicati all'evocazione del diavolo. Un acquirente interessato, antiquario di origini tedesche, Roland, gli dice che, trovando il quarto volume mancante, potrebbe farci 300.000 dollari.  I due esplorano il deposito finendo per trovare un passaggio segreto che conduce a una stanza che ospita un demone dormiente, evocato oltre quarant'anni prima dal vecchio proprietario del deposito segregandolo all'interno del corpo della propria sorella, quest'ultima ancora vivente ma con la porta d'accesso al posto del volto e ormai mummificata all'interno di un pentacolo contenitivo.  Scorgendo il quarto volume, Nick ignora gli ammonimenti di Roland e fa per prenderlo, ma spezza il sigillo che teneva segregato il demone.  Ne emerge una massa tentacolata e deambulante che ingoia Roland e parte poi alla caccia di Nick, che intanto si è dato alla fuga lungo i bui corridoi del deposito. Scappando, finisce davanti alla porta chiusa del deposito, al di là della quale sta Amelia. Nick la implora di aprirgli, ma lei blocca del tutto la porta con il lucchetto che lui le aveva lasciato, abbandonandolo al demone che finisce per inglobare anche lui. 
- Guest star: Tim Blake Nelson, Sebastian Roché, Demetrius Grosse, Elpidia Carrillo
- Nota: tratto da un racconto breve di Guillermo del Toro.

## I ratti del cimitero
- Titolo originale: Graveyard Rats
- Diretto da: Vincenzo Natali
- Scritto da: Vincenzo Natali

### Trama
Masson è un tombarolo alla disperata ricerca di denaro. I suoi tentativi sono funestati dai topi che lo terrorizzano e che rimuovono ogni oggetto di valore seppellito insieme alle salme. Quando la sua situazione finanziaria diventa critica, viene a sapere di un aristocratico sepolto di recente insieme ad una sciabola di gran valore donatagli in vita dal re. Allorché cerca di disseppellirlo, scopre che i topi hanno già scavato un enorme buco attraverso il quale hanno cominciato a trascinare la salma sottoterra. Strisciando dentro il buco dietro di loro, si imbatte in un'enorme mamma ratta, che lo insegue lungo un intricato intreccio di cunicoli. Masson finisce per cadere in un buco precipitando all'interno di un tempio sotterraneo dedicato ad un sinistro dio tentacolato. Ruba allora un talismano da un cadavere che si anima e lo insegue pretendendo che glielo restituisca. Strisciando lungo i cunicoli, provoca un crollo che schiaccia mamma ratta uccidendola e fermando il cadavere inseguitore. Arrampicandosi verso una luce in alto, scopre con orrore che si tratta del luccichio di una placca incollata all'interno del coperchio di una bara. Intrappolato e seppellito vivo, viene assalito dai topi. Più tardi, una coppia di tombaroli viola la bara in cui ora si trova Masson, dal cadavere del quale fuoriescono numerosi topi. 
- Guest star: David Hewlett, Julian Richings, Nabeel El Khafif
- Nota: tratto da un racconto breve di Henry Kuttner.

## L'autopsia
- Titolo originale: The Autopsy
- Diretto da: David Prior
- Scritto da: David S. Goyer

### Trama
Lo sceriffo Nate Craven chiede al suo amico, Dr. Carl Winters di sottoporre ad autopsia i corpi di diversi minatori morti di recente dopo che uno di loro, Joe Allen,  ha provocato un'esplosione mentre trasportava un oggetto misterioso. Winters è affetto da un cancro terminale, ma accetta. Mentre referta le sue autopsie, il corpo di Allen resuscita, rivelando di ospitare un parassita alieno. Allen si era imbattuto nel parassita, e aveva tentato di distruggerlo, senza successo. Esso spiega che la sua specie non è dotata di organi di senso e sfrutta i suoi ospiti per piacere e nutrimento. Esso si delizia nello stimolare i sensi dell'ospite fino all'eccesso e gode nel mantenere l'ospite cosciente ma inabile consumandolo dall'interno. Sentendo il cancro di Winters, lo sopraffà progettando di parassitarlo, usando il suo cancro come fonte di cibo. Fuoriesce quindi dal corpo di Allen, e temporaneamente privo di sensi, inizia a penetrare nel corpo di Winters. Winters impugna il bisturi dal corpo del morente Allen e si asporta i bulbi oculari, si perfora i timpani e si scrive un messaggio sul petto con il sangue prima di tagliarsi la gola. All'interno della loro mente condivisa, Winters rivela al parassita che lo ha intrappolato nel suo corpo malato e morente.  Il messaggio sul petto impartisce a Craven le istruzioni per ascoltare le sue registrazioni, che hanno catturato l'intera conversazione, e di bruciare il suo corpo con il parassita intrappolato all'interno. 
- Guest star: F. Murray Abraham, Glynn Turman, Luke Roberts
- Nota: tratto da un racconto breve di Michael Shea.

## L'apparenza
- Titolo originale: The Outside
- Diretto da: Ana Lily Amirpour
- Scritto da: Haley Z. Boston

### Trama
Stacey, una donna poco attraente e strana, brama di diventare bella come le sue colleghe di lavoro. Dopo aver ricevuto un invito alla festa di Natale di una sua collega, Stacey riceve in dono una famosa crema chiamata Alo Glow, mentre l'anatra da lei impagliata non viene accettata con piacere. In preda alla depressione, prova la crema che, però, le procura, una reazione cutanea. A casa, il marito cerca senza successo di rassicurarla che lei è perfetta così com'è, mentre lei manifesta la solitudine che prova ad essere esclusa. Dopo essere stata misteriosamente contattata dal creatore della lozione attraverso il suo televisore, accetta di comprare altra Alo Glow, ma la sua reazione cutanea persiste. La crema fuoriesce dai flaconi, dando forma ad un umanoide che abbraccia e bacia Stacey, prima di liquefarsi nella vasca da bagno. Quando suo marito cerca di scuoterla dalla sua ossessione, lei lo uccide. Entrando nella vasca da bagno piena di crema, ne esce finalmente bella. Impaglia il marito e si reca al lavoro, scioccando le sue colleghe di lavoro che finalmente la invitano a entrare a far parte del loro gruppo. Finalmente cambiata, Stacey si bea delle attenzioni delle sue colleghe e del suo nuovo superficiale stato sociale. 
- Guest star: Kate Micucci, Martin Starr, Dan Stevens
- Nota: tratto da un fumetto online di Emily Carroll.

## Il modello di Pickman
- Titolo originale: Pickman's Model
- Diretto da: Keith Thomas
- Scritto da: Lee Patterson

### Trama
Lo studente d'arte Will Thurber fa amicizia con Richard Pickman, le cui terrificanti opere d'arte aventi per soggetto demoni lo ipnotizzano. Anni dopo, Thurber, ora curatore di un museo, resta incantato ma disturbato dalle opere di Pickman, che gli causano orribili incubi. Pickman, ora artista di successo, capita in visita, interagendo con sua moglie Rebecca e con suo figlio James. Quando anche James inizia ad avere orribili incubi dopo aver visto le opere di Pickman, Thurber affronta Pickman. Pickman lo implora di fargli visita e vedere le sue opere, spiegandogli che lui voleva solo fargli vedere le sue opere. Thurber dà fuoco alle opere e spara a Pickman, il quale gli rivela che le sue opere non si basano sulla fantasia, ma sulla vita reale e scene del futuro. Un demone rappresentato in uno dei dipinti fuoriesce e porta via il cadavere di Pickman. Il giorno dopo, Thurber rimane inorridito nel vedere che nel suo museo sono esposte le opere di Pickman intatte e che James e Rebecca le hanno viste. Li manda a casa e ordina che i dipinti siano distrutti. Tornando a casa, scopre che i dipinti hanno fatto impazzire Rebecca. Lei si è cavata gli occhi e ha macellato e cucinato il figlio, come rappresentato in uno dei dipinti di Pickman.
- Guest star: Ben Barnes, Crispin Glover, Oriana Leman
- Nota: basato sull'omonimo racconto breve di H. P. Lovecraft.

## I sogni nella casa stregata
- Titolo originale: Dreams in the Witch House
- Diretto da: Catherine Hardwicke
- Scritto da: Mika Watkins

### Trama
Walter Gilman assiste alla morte della gemella Epperley e all'immediato trasporto del suo spirito verso la Foresta delle Anime Perdute. Diventato adulto, cerca di entrarvi nella speranza di salvarla. Affitta una stanza nella casa di una strega giustiziata, Keziah Mason, e assume una droga che dovrebbe condurlo nella Foresta. Dopo diversi tentativi, riesce a localizzare la sorella e a riportare indietro la manica della sua camicia da notte con sè. Il suo tentativo richiama però l'attenzione dello spirito di Keziah e del suo famiglio, Jenkins Brown, che ha l'aspetto di un ratto con la faccia umana. Quando Walter riesce finalmente a riportare indietro Epperley, apprende che anche Keziah e Jenkins sono riusciti a tornare e che Walter deve morire prima dell'alba se la gemella deve sopravvivere per sempre. Keziah tenta di uccidere Walter, ma Epperley la uccide e passa lei stessa oltre. Tuttavia, Jenkins approfitta della situazione e penetra nel corpo di Walter, fuoriuscendone successivamente e uccidendolo prima dell'alba. Si è impossessato del corpo di Walter, trionfante.
- Guest star: Rupert Grint, Ismael Cruz Córdova, DJ Qualls, Nia Vardalos, Tenika Davis, Gaby Moreno
- Nota: basato sull'omonimo racconto breve di H. P. Lovecraft.

## La visita
- Titolo originale: The Viewing
- Diretto da: Panos Cosmatos
- Scritto da: Panos Cosmatos e Aaron Stewart-Ahn

### Trama
Il recluso benestante Lionel Lassiter invita il sublime musicista Randall Roth, la fisica esperta in vita extraterrestre Charlotte Xie, lo scrittore famoso Guy Landon, e il presunto medium Targ Reinhhard a casa propria per una visita speciale, allo scopo di aiutare tutti loro ad espandere la propria coscienza. Spalleggiato dal suo medico, la dottoressa Zahra, li incoraggia ad assumere diverse droghe per allinearli sulla stessa lunghezza d'onda. Li conduce poi in una stanza segreta dove è contenuto un misterioso meteorite. Il meteorite reagisce alla loro presenza collettiva ed essi cadono in trance. Il meteorite si apre spezzandosi da cui emerge un'entità melmosa. Il potere emesso dall'essere scioglie la faccia di Targ e il corpo di Zahra, fa esplodere la testa di Landon e provoca la fuga di Xie e Roth. L'entità si liquefa e si impossessa del corpo di Lassiter, percorrendo le stanze della sua casa e uccidendo la sua guardia del corpo con l'elettricità. Xie e Roth fuggono in macchina, fermandosi infine per chiedersi che cosa è successo. Nel frattempo l'entità, ora completamente fusa con Lassiter a formare un essere repellente, entra nelle fogne e causa un blackout elettrico in tutta la città per via della sua aura fuori controllo.
- Guest star: Peter Weller, Eric André, Sofia Boutella, Charlyne Yi, Steve Agee, Michael Therriault, Saad Siddiqui

## Il brusio
- Titolo originale: The Murmuring
- Diretto da: Jennifer Kent
- Scritto da: Jennifer Kent

### Trama
Nancy ed Edgar Bradley sono ornitologi che studiano il brusio degli uccelli e hanno di recente perso la figlia Ava. Si recano in una remota casa di campagna per proseguire i loro studi e allontanarsi dal loro dolore. Nancy inizia ad avere visioni del fantasma di un bambino piangente e di una donna furiosa urlante. Edgar ritiene che queste visioni dipendano dallo stress della perdita, che Nancy ha interiorizzato completamente. Nancy apprende che la precedente proprietaria, Claudette, ha annegato il figlio e si è poi suicidata. Durante un bisticcio nel corso di queste visioni, Edgar esprime frustrazione perché Nancy non ha mai pianto per la morte di Ava, né ne ha mai voluto parlare, compromettendo la loro relazione. Frustrato, lui lascia la sede delle ricerche la mattina dopo. Rimasta sola, Nancy è perseguitata dal fantasma urlante di Claudette e sente il bambino affermare piangendo che la madre è arrabbiata con lui. Tranquillizzandolo, Nancy lo incoraggia a correre nelle sue braccia; il bambino lo fa e passa oltre. Nancy assiste quindi al suicidio di Claudette, realizzando che le grida rabbiose della madre sono di disperazione dopo aver annegato il figlio. Lo spirito di Claudette viene trasportato da un immenso brusio di uccelli, che avvolge Nancy, portandola finalmente a piangere e ad affrontare il proprio dolore. Chiama infine un rincuorato Edgar, dicendogli che è infine pronta a parlare di Ava. 
- Guest star: Essie Davis, Andrew Lincoln, Hannah Galway
- Nota: basato su un racconto breve di Guillermo del Toro.